# Thinking Plague
Thinking Plague ist eine US-amerikanische AvantProg-Band, die Einflüsse aus Progressive Rock, Jazz, Folk und Neuer Musik miteinander verbindet. Sie wurde 1982 in Denver gegründet.

## Bandgeschichte
Um 1980 begannen Mike Johnson und Bob Drake, die sich seit 1978 kannten, gemeinsam zu proben. Im Jahr 1982 gründeten sie Thinking Plague, um ihre Kompositionen live aufführen zu können. Zur ersten Besetzung gehörten neben Johnson und Drake schließlich Rick Arsenault, Harry Fleishman und Sharon Bradford. Sie traten 1983 mehrmals in Denver auf, allerdings ohne großen Erfolg beim Publikum. Ohne Arsenault begann die Band nun mit Aufnahmen und veröffentlichte 1984 das selbstbetitelte Debütalbum auf ihrem eigenen Label Endemic Music. Die Improvisationen, die experimentellen und komplexen Kompositionen der Low-Budget-Produktion brachten Thinking Plague einen guten Ruf in der Rock-in-Opposition-Szene ein.
Im Jahr 1985 begannen die Arbeiten an einem zweiten Album. Mark Fuller, Eric Moon und Susanne Lewis stießen für Fleishman und Bradford zur Band, Moonsongs erschien 1986. Mit erneut veränderter Besetzung (Mark Harris, Shane Hotle und Maria Moran statt Fuller und Moon) und Fred Frith als Gastmusiker kam 1989 In This Life auf den Markt. Anschließend verließen Drake, Lewis und Moran die Band, deren Existenz mangels gleichwertigen Ersatzes kurzzeitig auf dem Spiel stand. Doch 1990 kehrte Drake zurück und Lewis arbeitete trotz ihres Umzugs nach New York City weiter mit der Band, der sich nun auch Dave Kerman angeschlossen hatte. Über die nächsten Jahre probten Thinking Plague sporadisch, nahmen und traten nur wenig auf.
Drake und Kerman begannen mit 5uu’s zu arbeiten und zogen 1995 nach Frankreich. Johnson wurde eingeladen mit ihnen und 5uu’s in Europa zu touren, danach kehrte er allein in die Vereinigten Staaten zurück und, da Thinking Plague erneut quasi inexistent waren, schloss sich Hamster Theatre an. Deren Bandleader Dave Willey konnte von Johnson überzeugt werden für Thinking Plague zu arbeiten, Kerman kehrte nach Denver zurück und schlug Deborah Perry als weiteres Mitglied vor. Wieder mit Harris und Hotle veröffentlichte die Band 1998 In Extremis über Cuneiform Records.
Das Album wurde von Presse und Fans positiv aufgenommen, Thinking Plague spielten erstmals seit 1991 wieder live und konnten mit Auftritten beim Progday Festival 1999, beim NEARfest 2000 und beim Festival MIMI 2000 viele neue Anhänger in den Vereinigten Staaten und Europa gewinnen. Matt Mitchell war in der Zwischenzeit für Hotle zur Band gestoßen. Kerman stieg nun aus, um mit Present zu arbeiten; er wurde durch David Shamrock von Sleepytime Gorilla Museum ersetzt. Ein neues Album erschien 2003, ein Livealbum im Jahr darauf. Mit Kimara Sajn, Robin Chestnut und Elaine Di Falco statt Mitchell, Shamrock und Perry veröffentlichten Thinking Plague Ende 2011 ihr sechstes Studioalbum. Für ein siebtes Album wurde im August 2015 eine Crowdfunding-Kampagne gestartet, das Album erschien Anfang 2017.

## Diskografie
- 1984: A Thinking Plague
- 1986: Moonsongs
- 1989: In This Life
- 1998: In Extremis
- 2000: Early Plague Years (Wiederveröffentlichung der ersten beiden Alben)
- 2003: A History of Madness
- 2004: Upon Both Your Houses (Live beim NEARfest 2000)
- 2011: Decline and Fall
- 2017: Hoping against Hope